# Kiełpinek (województwo zachodniopomorskie)
Kiełpinek (do 1945 niem. Forcadenberg) – obecnie uroczysko, nieistniejąca osada położona w Polsce, w województwie zachodniopomorskim, w powiecie goleniowskim, w gminie Goleniów.
Podobnie jak pobliska Kiełpinica, założona została w 1750 roku przez Johanna Schwanka, radcę dworu króla pruskiego Fryderyka II Wielkiego, na gruntach należących wcześniej do miasta Szczecina. Została podarowana przez króla generałowi Friedrichowi Wilhelmowi Quirinowi von Forcade, potomkowi francuskich hugenotów, od nazwiska którego otrzymała swoją nazwę. Zachowały się ruiny pałacu.
Polską nazwę Kiełpinek ustalono urzędowo rozporządzeniem Ministrów Administracji Publicznej i Ziem Odzyskanych z dnia 1 czerwca 1948 roku.